# セント・トーマス (曲)
「セント・トーマス」(St. Thomas) は、アメリカ合衆国のテナー・サックス奏者ソニー・ロリンズのレパートリーとして最も広く知られているインストゥルメンタル曲のひとつ。一般的にはロリンズの作曲作品とされているが、旋律はイングランドの伝承歌曲「The Lincolnshire Poacher」に基づいている。民間伝承 (folk process) の過程で、「The Lincolnshire Poacher」は、ヴァージン諸島で子守唄に変容し、これをロリンズの母親が、子供だったロリンズに歌って聞かせた。こうした経緯から、この曲には明瞭なカリブ音楽の躍動感が盛り込まれている。小川隆夫は、「ジャズにカリプソのリズムが登場したのはおそらくこれが初めてのこと」と述べている。
「セント・トーマス」は、ロリンズの1956年のアルバム『サキソフォン・コロッサス』の冒頭に収録されてリリースされ、人気を博した。 「セント・トーマス」は、今日では、ジャズのスタンダード曲と見なされており、何十組ものアーティストたちが、この曲を録音している。

## 異なる曲名での録音

### 「ファイア・ダウン・ゼア」
1956年にはランディ・ウェストンが「Fire Down There」という曲名でいち早く録音し、アルバム『Get Happy』に収録していたが、作曲のクレジットはトラディショナルとされていた。

### 「ミュージカル・コミュニオン」
ジャマイカのスカの先駆的存在であるスカタライツは、もともとジャズ・ミュージシャンたちであった。彼らは、もともとカリプソとして耳にしていたこの曲を、「Musical Communion」という曲名で1964年に録音した。この曲は、1964年のドン・ドラモンドのアルバム『Jazz Ska Attack』に収録されている。

## おもなディスコグラフィ
- 2009年 - Where There's Smoke, Dallas Original Jazz Orchestra
  - 1976年にジーン・グローヴァー (Gene Glover) がビッグ・バンド用に編曲したもの